# 2015年2月臺灣
| << | 2015年2月 （民國104年） | >> |    |    |    |    |
| \| 日 \| 一 \| 二 \| 三 \| 四 \| 五 \| 六 \| \| 1 \| 2 \| 3 \| 4 \| 5 \| 6 \| 7 \| \| 8 \| 9 \| 10 \| 11 \| 12 \| 13 \| 14 \| \| 15 \| 16 \| 17 \| 18 \| 19 \| 20 \| 21 \| \| 22 \| 23 \| 24 \| 25 \| 26 \| 27 \| 28 \| \| \| \| \| \| \| \| \| \| \| \| \| \| \| \| \| |                         |    |    |    |    |    |
| 臺灣新聞動態／維基新聞 |                         |    |    |    |    |    |
| 世界／中国大陆／臺灣 |                         |    |    |    |    |    |
| 日 | 一                      | 二 | 三 | 四 | 五 | 六 |
| 1 | 2                       | 3  | 4  | 5  | 6  | 7  |
| 8 | 9                       | 10 | 11 | 12 | 13 | 14 |
| 15 | 16                      | 17 | 18 | 19 | 20 | 21 |
| 22 | 23                      | 24 | 25 | 26 | 27 | 28 |
| |                         |    |    |    |    |    |
| |                         |    |    |    |    |    |

## 2月3日
- 涉及劣質油品事件的頂新製油前董事長魏應充、前總經理常梅峰、現任總經理陳茂嘉、大幸福公司負責人楊振益等4人之延押庭本日召開，最終裁定魏應充以新臺幣3億元交保、其餘3人保釋金則維持500萬元不變[1][2]。
- 中國的胡潤百富網站公布其最新世界富豪排名，連戰以新臺幣310億元名列其中，同時其亦是上榜的臺灣富豪中唯一非商界人士[3]。

## 2月4日
- 復興航空GE235班機墜毀於基隆河，涉事班機為一架ATR72，編號B22816，此次事故至少造成40人死亡[4][5]。

## 2月7日
- 為補足因先前地方首長選舉所造成之立法委員缺額，本日分別於苗栗縣第二選舉區、臺中市第六選舉區、彰化縣第四選舉區、南投縣第二選舉區、屏東縣第三選舉區等5個選區舉行補選，並由徐志榮、黃國書、陳素月、許淑華、莊瑞雄等5人當選[6][7]。

## 2月9日
- 6名韓國勞工代表於永豐餘集團總部外發放傳單，表達對其旗下元太科技關閉韓國Hydis公司生產線導致800名員工失業不滿，要求撤回此一決定[8][9][10]。

## 2月10日
- 因涉及臺南市議會議長賄選案，臺灣臺南地方法院裁定李全教、蔡啟新、楊明達、林聰彬等4人羈押、禁見[11][12][13]。
- 因參與太陽花運動，林飛帆、陳為廷、黃國昌、蔡丁貴、魏揚、洪崇晏等119人遭臺灣臺北地方法院檢察署起訴[14][15]。

## 2月11日
- 法務部矯正署高雄監獄發生脅持事件，6名受刑人挾持典獄長、科長等人[16][17]。

## 2月12日
- 前檢察總長黃世銘因九月政爭時洩漏偵查中監聽秘密予總統馬英九，今獲判1年3個月定讞，得易科罰金。黃成為首位獲刑的檢察總長[18]。
- 中央選舉委員會今天開會，會中決議將2016年的總統大選和立委選舉合併選舉[19]。

## 2月13日
- 基隆港本日上午7時許發生貨櫃型化學槽破裂的意外，造成氫氟酸外洩，直至下午3時許才成功止洩[20][21]。

## 2月15日
- 繼昨日於臉書宣布投入2015年民主進步黨總統提名選舉後，民主進步黨主席蔡英文於今日上午前往黨中央登記參選本次初選。[22]

## 2月16日
- 基隆港本日凌晨再次發生氫氟酸外洩的意外，最終於上午8時30分左右完成止洩[23][24]。

## 2月24日
- 親民黨立法委員李桐豪、無黨籍立法委員徐欣瑩、無黨籍立法委員高金素梅與親民黨立法委員陳怡潔召開聯合記者會，宣布成立立法院第一個政團「立院新聯盟」，李桐豪擔任召集人，徐欣瑩、高金素梅與陳怡潔擔任幹事長[25]。

## 2月25日
- 中國國民黨主席朱立倫於中央常務委員會上宣布，將不委任律師參與由馬英九提出、關於王金平黨籍之訴訟，該案預計將至此終結[26][27]。

## 2月27日
- 基隆市獅球公園內的蔣介石銅像頭部遭割除，下落不明。[28]

## 2月28日
- 中國國民黨中央委員會凌晨遭人噴上「賠償道歉」、「勿忘二二八」、「歷史元兇」等字樣[29][30]。